# Linaria turcica
Linaria turcica är en grobladsväxtart som beskrevs av Makbul och Hamzaoglu. Linaria turcica ingår i släktet sporrar, och familjen grobladsväxter. Inga underarter finns listade i Catalogue of Life.